# 第三次桂林戰鬥
桂林戰鬥發生於1923年4月13日，及8月7—24日，地點是在中國桂北。是北洋政府時期內戰之一，交戰兩方為沈鴻英部及陸榮廷部。最後，沈鴻英部獲勝，陸榮廷部敗下。